# تبسيط الشخصية

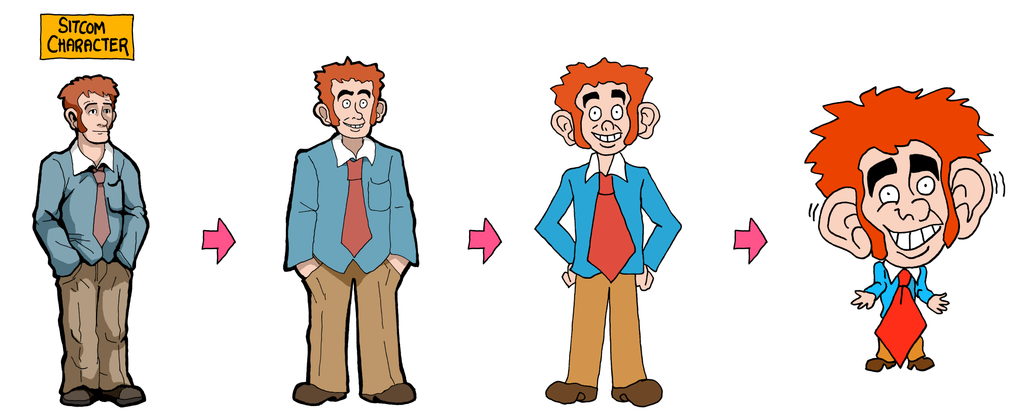
عرض مرئي لتبسيط الشخصية ؛ بمرور الوقت يتم المبالغة في بعض سمات الشخصية بينما يتم فقدان التفاصيل ، لدرجة أن الشخصية تصبح مجرد صورة كاريكاتورية لذات الصورة الأولية.

تبسيط الشخصية (باللغة الإنجليزية Flanerization): هي العملية التي يتم من خلالها تبسيط السمات الأساسية للشخصية الخيالية على مدار العمل التسلسلي. أصاغ مصطلح تبسيط الشخصية بواسطة في إشارة إلى نيد فلاندرز من ذا سيمبسونز والذي تم تصويره خلال عرض «جار جيد» كشخصية متدينة من بين الشخصيات الأخرى إلى إنجيلي متعصب. وتم تحليل تبسيط الشخصية كأحد جوانب الأعمال المتسلسلة وخاصة في الكوميديا التليفزيونية والتي تُظهر تدرجاً تبسيطاً خلال العمل.

## التعريف والاشتقاق
يعرف تبسيط الشخصية بأنه العملية التي يتم من خلالها تضخيم عنصر او صفة واحدة في الشخصية الخيالية، غالبًا يتم تضخيم العنصر المعتدل في الشخصية على مدار العمل حتى يصبح السمة الأساسية المحددة للشخصية الخيالية. صيغ هذا المصطلح من قبل TV Tropes ، وهو ويكي يركز على الثقافة الشعبية في إشارة إلى شخصية نيد فلاندرز. فلاندرز نفسه هو مثال معقد لتبسيط الشخصية، حيث خضع لهذه العملية في المواسم الوسطى من العرض قبل أن يعود مرة أخرى إلى تصوير مماثل لصورته الأصلية. فقد أنشئ باعتباره الشخصية الوحيدة حسنة النية وذات الطبيعة الجيدة فطرياً في سبرينغفيلد، بل كان من المفترض في الأصل أن يكون (مثالي بشكل مزعج) الجار الذي كان متفاوت ومتغاير لهومر سيمبسون. بصفته رجلًا مخلصاً في تدينه ويذهب للكنيسة، كان إيمانه يهدف إلى أن يكون بمثابة تناقض مع افتقار هومر للتمرس الديني. ومع ذلك تم تبسيط شخصية فلاندرز على مدار مسار العرض إلى أصولي ديني التي كانت المسيحية هي السمة المميزة له.
بينما يُناقش تبسيط الشخصية في المقام الأول في سياق الشخصيات الخيالية، فقد تم تطبيقه أيضًا على أشخاص حقيقيين وأحداث تاريخية. وعلى سبيل المثال تم تصوير أعضاء الجيل البيّت على أنه مثال واقعي على تبسيط الشخصيات.

## أمثلة
تبسيط الشخصية ظاهرة منتشرة في تسلسل الشخصيات الخيالية. في العرض الأصلي لـ ذا سيمبسونز ، تمت مناقشته في سياق نيد فلاندرز وكذلك فيما يتعلق بشخصيات أخرى؛ وتمت مناقشة ليزا سيمبسون كمثال كلاسيكي للظاهرة تبسيط الشخصية بل تم تبسيط شخصية ليزا أكثر من فلاندرز نفسه. تمت مناقشة الحالة المحددة لـنيد فلاندرز كنوع من أعراض التدرج العام لذا سيمبسونز الذي كان ذات يوم واحد من أشهر المسلسلات الكوميدية في تاريخ التلفزيون والمعروفة جيداً في يوم من الأيام بمدى ديناميكية شخصياتها.
كما تم انتقاد أعمال أخرى بسبب تبسيط الشخصيات. حيث تمت الإشارة إلى العديد من الشخصيات في النسخة الأمريكية لمسلسل المكتب ، مثل دوايت شروت وكيفن مالون، تم الإشارة لهم بمصطلح تبسيط الشخصية. تم أيضًا تسليط الضوء على فاميلي غاي كمثال بارز، لا سيما مع شخصيات برايان و Peter Griffin. ومن البرامج التلفزيونية الأخرى التي تم انتقادها بسبب تبسيط الشخصيات سبونجبوب سكوير بانتس ،  وادي السيليكون ،  ودراجون بول سوبر.
وعلى الرغم من أن المرجع الأساسي لتبسيط الشخصيات موجود في التلفزيون إلا أن الوسائط الخيالية الأخرى يمكن أن تحتوي أيضًا على شخصيات تظهر مفهوم تبسيط الشخصية. تم وصف العديد من الشخصيات في الأفلام على أنها شخصيات مبسطة في أجزاء أو تكملة أخرى مقارنة بتصويرها الأصلي. وينتشر مفهوم تبسيط الشخصيات في السينما وبشكل خاص في أفلام الرعب وخاصة أفلام السلاشر. ووصف تبسيط الشخصيات أيضًا بأنه مأزق لألعاب لعب الأدوار على الطاولة، حيث غالبًا ما يتم لعب الشخصيات المعقدة لفترات طويلة من قبل الكتاب الهواة. والممارسة المتمثلة في لعب أدوار الشخصيات حول ميزات فردية فقط هو أكثر الحالات شيوعاً لتبسيط الشخصيات. بالإضافة إلى تبسيط شخصيات اللاعبين وشخصيات غير اللاعبين في ألعاب لعب الأدوار وذلك للحاجة إلى سيد لعبة واحدة للعب شخصيات متعددة.
وأيضاً تمت مناقشة تبسيط الشخصيات في سياق ظواهر العالم الحقيقي، مثل الثقافات الفرعية التي تم تبسيطها من الثقافة السائدة في أشكال أبسط وأكثر سهولة؛ أحد الأمثلة على ذلك هو الصورة النمطية لجيل بيت. ومن الأمثلة الأخرى على التبسيط في العالم الواقعي هو ميل الموسيقيين إلى تبسيط شخصياتهم الموسيقية بعد تحقيقهم للنجاح خاصةً أولئك المرتبطين بوسائل التواصل الاجتماعي مثل تيك توك وساوند كلاود من بين الموسيقيين المتهمين بتبسيط الشخصيات: ليل بامب ليل ياتي و فلو ميلي.

## تفسير
تم وصف تبسيط الشخصيات على أنه أعراض لانخفاض جودة كتابة السناريو. وقد تم استخدامه كحجة ضد عمل تكملة للأعمال حيث وصف بأنه «درس للعروض الأخرى» التي شخصياتها لم تمر بتلك المراحل، فبعض الأعمال تم فيها محاولة تجنب تبسيط الشخصيات مثل ريك اند مورتي
تجذب حالة نيد فلاندرز الخاصة اهتمامًا خاصًا. يدور الجدل حول ما إذا كانت شخصية فلاندرز تم تبسيطها باستمرار أو ما إذا كان قد عاد لاحقًا إلى تصوير أكثر تعقيدًا وأكثر ديناميكية. كما تم الجدال حول مدى ملاءمة مصطلح «فلاندرزيشن» حيث خضعت العديد من الشخصيات في عائلة سمبسون لعملية رسم كاريكاتوري وقد لا يكون فلاندرز نفسه هو الحالة الأكثر تطرفًا. كان تصوير فلاندرز المتغير مثيرًا للجدل أيضًا باعتباره يمثل تحولًا في تصوير وسائل الإعلام للأشخاص المتدينين. بصفته الممثل الأساسي للمسيحية في عائلة سمبسون وكواحد من أهم الشخصيات الخيالية المسيحية في العالم الواقعي،  كان تبسيط شخصية نيد فلاندرز موضوعًا غنياً للنقد والدراسة وإعادة التفسير.

## روابط خارجية
Flanderization on TV Tropes